# Långtjärnen (Piteå socken, Norrbotten, 726646-170742)
Långtjärnen är en sjö i Piteå kommun i Norrbotten och ingår i Åbyälvens huvudavrinningsområde. Sjön har en area på 0,122 kvadratkilometer och ligger 341,4 meter över havet. Långtjärnen ligger i Åbyälven Natura 2000-område.

## Delavrinningsområde
Långtjärnen ingår i det delavrinningsområde (726508-170861) som SMHI kallar för Mynnar i Åbyälven. Medelhöjden är 339 meter över havet och ytan är 12,29 kvadratkilometer. Det finns inga avrinningsområden uppströms utan avrinningsområdet är högsta punkten. Vattendraget som avvattnar avrinningsområdet har biflödesordning 2, vilket innebär att vattnet flödar genom totalt 2 vattendrag innan det når havet efter 87 kilometer. Avrinningsområdet består mestadels av skog (74 procent) och sankmarker (14 procent). Avrinningsområdet har 0,91 kvadratkilometer vattenytor vilket ger det en sjöprocent på 7,4 procent.